# 西奧多·格羅特斯
克里斯蒂安·約翰·迪特里希·西奧多·馮·格羅特斯男爵（德語：Freiherr Christian Johann Dietrich Theodor von Grotthuß，1785年1月20日—1822年3月26日），通稱西奧多·格羅特斯（德語：Theodor Grotthuß），是德裔立陶宛化學家。他在1802年首創電解理論，並在1817年制定光化學定律而留名於世。他提出的電解理論咸信是人類對格羅特斯機制的初次描述。

## 生平

質子透過水合氫離子和水分子間的一系列氫鍵進行轉移。

格羅特斯於1785年時出生於神聖羅馬帝國薩克森選侯國萊比錫，他的雙親原本住在立陶宛大公國，之後才搬到萊比錫。他從小便對自然科學感興趣，先在萊比錫當地學習，之後再進入巴黎綜合理工學院讀書。有幾位知名科學家當時在該校任教，包括安東尼·弗朗索瓦·德·福克羅伊、克勞德·貝托萊及路易-尼古拉·沃克蘭等。
由於德法關係日趨緊繃，格羅特斯不得不前往義大利，在拿坡里住了一年。1800年，義大利物理學家亞歷山卓·伏打發明電池，為科學家提供實驗所需的電力來源，在歐洲各地科學實驗室廣為使用。當時已發現水、酸與鹽溶液產生的電解作用，但尚未有人提出合理的科學解釋。格特羅斯積極進行電解實驗及解釋原理，並在居留義大利期間，於1806年發表相關論文。他首先提出：電荷傳輸並非透過粒子振動，而是透過化學鍵的斷裂與重組；這是科學家首次正確描述電解質中的電荷傳輸基本概念，稱為「格羅特斯機制」。他對水溶液電荷傳輸的理論，至今依然有效；當代的「質子跳躍」（英語：Proton hopping）機制便是在「格羅特斯機制」的基礎上加以修正改良。
提出電解理論後兩年，格羅特斯住在羅馬、其他義大利城市與巴黎等城市，最後途經慕尼黑、維也納，回到俄羅斯帝國。1808年起，格羅特斯住在其母親於立陶宛北部的莊園裡，用他蒐集到的、有限的研究設備展開電學與光學研究。1822年春季，格羅特斯因健康問題導致的抑鬱症自殺身亡。

## 延伸閱讀
- Stradins, J. . Gesnerus. 1975, 32 (3–4): 322–8. PMID 1107157 （英语）.
- Krikštopaitis, Juozas Al.  (PDF). Volta and the history of electricity. （原始内容 (pdf)存档于2016-10-03） （英语）.
- Ostwald, Wilhelm.  1. Leipzig: Verlag von Veit and Company. 1896.－可參見1980年英譯版卷一第296頁、第306頁至第342頁、第344頁，由新德里的出版，翻譯。
- Ronge, Grete: Grotthuß, Theodor Freiherr von. In: Neue Deutsche Biographie (NDB). Band 7. Duncker & Humblot, Berlin 1966, S. 171 f. （德文）
- Jaselskis, Bruno;Carl Moore;Alfred von Smolink. . Bulletin of History of Chemistry. 2007, 32 (2): 119 – 128 （英语）.